# Rajd Adriatyku 1955
Rajd Adriatyku 1955 (4. Rallye Adriatique) – 4. edycja rajdu samochodowego Rajd Adriatyku rozgrywanego w Jugosławii od 20 do 24 lipca 1955 roku. Była to siódma runda Rajdowych Mistrzostw Europy w roku 1955.

## Wyniki końcowe rajdu
| Miejsce                      | Kierowca                     | Pilot                        | Samochód                     | Punkty                       | Strata                       |                              |
| Klasyfikacja generalna i ERC | Klasyfikacja generalna i ERC | Klasyfikacja generalna i ERC | Klasyfikacja generalna i ERC | Klasyfikacja generalna i ERC | Klasyfikacja generalna i ERC | Klasyfikacja generalna i ERC |
| ---------------------------- | ---------------------------- | ---------------------------- | ---------------------------- | ---------------------------- | ---------------------------- | ---------------------------- |
| 1.                           | Werner Engel                 | Heinz Straub                 | Mercedes-Benz 300 SL W198 I  |                              | –                            |                              |
| 2.                           | Max Nathan                   | Wilhelm Glöckler             | Porsche 356 1300 Super       |                              |                              |                              |
| 3.                           | Georg Meier                  | Hans Wencher                 | BMW 502                      |                              |                              |                              |
| 4.                           | Egon von Westerholt          | Thorsten Theimann            | Porsche 356                  |                              |                              |                              |
| 5.                           | Walter Schlüter              | Siegfried Eikelmann          | DKW F 91                     |                              |                              |                              |
| 6.                           | Heinz Schwind                | Wolfgang Gutbrod             | BMW 502                      |                              |                              |                              |
| 7.                           | Fabrizio Imbert              | Michele Salvati              | Alfa Romeo 1900 Super        |                              |                              |                              |
| 8.                           | Milovan Rodica               |                              | Alfa Romeo 1900 Super        |                              |                              |                              |
| 9.                           | Max Holle                    |                              | Porsche 356                  |                              |                              |                              |
| 10.                          | Ros Raul Sebastiano          |                              | Fiat 1100                    |                              |                              |                              |